# Le Chien de garde
 (juillet 2020).
Pour plus de détails, voir Fiche technique et Distribution.
Le Chien de garde (Cat Feud en anglais) est un cartoon américain Merrie Melodies de 1958 réalisé par Chuck Jones mettant en scène Marc-Antoine et Pussyfoot. 